# 波爾皮斯 (麻薩諸塞州)
波爾皮斯（英語：Polpis）是位於美國麻薩諸塞州南塔克特縣的一個非建制地區。

## 地理
波爾皮斯所處的海拔為高於海平面2米（即7英呎），而該地所採用的時區為UTC-5，即北美东部時區（EST）。同時該地設有夏令時間，為UTC-5調快一小時，即UTC-4（EDT）。